# Georg Voigt
Georg Ludwig Voigt (født 5. april 1827 i Königsberg, død 18. august 1891 i Leipzig) var en tysk historiker, søn af Johannes Voigt.
Voigt forfattede et udmærket værk om humanismen i Italien (Die Wiederbelebung des klassischen Altertums, 1854, 3. oplag, 2 bind, 1893) og skildret Enea Silvio de' Piccolomini, als Papst Pius II, und sein Zeitalter (3 bind, 1856—63). Senere syslede han med den schmalkaldiske krig og skrev blandt andet: Moritz von Sachsen 1541—47 (1876).